# آکباش
آکباش (به انگلیسی: Akbash dog)، نام یکی از نژادهای سگ است که خاستگاه آن به ترکیه بازمی‌گردد. وزن جنس نر آکباش ۹۰–۱۴۰ پوند (۴۱–۶۴ کیلوگرم) است و وزن جنس مادهٔ آن ۷۵–۱۰۵ پوند (۳۴–۴۸ کیلوگرم). قد جنس نر آکباش ۲۸–۳۲ اینچ (۷۱–۸۱ سانتیمتر) است و قد جنس مادهٔ آن ۲۷–۳۰ اینچ (۶۹–۷۶ سانتیمتر). آکباش در هر بار زایمان ۸ توله می‌زاید.